# Station Castel
Station Castel is een spoorwegstation in de Franse gemeente Moreuil. Het station is gesloten.